# Jarosław Nikodem
Jarosław Piotr Nikodem (ur. 14 kwietnia 1964 w Obornikach) – polski historyk, profesor nauk humanistycznych, profesor nadzwyczajny UAM, mediewista specjalizujący się w zakresie stosunków Polski i Litwy w późnym średniowieczu, historii historiografii średniowiecznej, dynastii jagiellońskiej i husytyzmu.

## Życiorys
W 1988 ukończył studia na Uniwersytecie im. Adama Mickiewicza w Poznaniu. W 1995 obronił rozprawę doktorską Zbigniew Oleśnicki w historiografii polskiej (promotor: Jadwiga Krzyżaniakowa), uzyskując stopień naukowy doktora nauk humanistycznych w zakresie historii. W 2005 uzyskał stopień doktora habilitowanego na podstawie rozprawy habilitacyjnej Polska i Litwa wobec husyckich Czech w latach 1420–1433. Studium o polityce dynastycznej Władysława Jagiełły i Witolda Kiejstutowicza. W 2008 otrzymał nominację na stanowisko profesora nadzwyczajnego Uniwersytetu im. Adama Mickiewicza.
5 lutego 2019 otrzymał tytuł naukowy profesora.
Pracownik naukowy Instytutu Historii UAM (Zakład Historii Średniowiecznej).
Jest członkiem Rady Naukowej „Czasopisma Prawno-Historycznego”.

## Wybrane publikacje

### Książki
- Zbigniew Oleśnicki w historiografii polskiej, Kraków: PAU 2001.
- (redakcja z K. Kaczmarkiem) Docendo discimus. Studia historyczne ofiarowane profesorowi Zbigniewowi Wielgoszowi w siedemdziesiątą rocznicę urodzin, Poznań 2000.
- Polska i Litwa wobec husyckich Czech w latach 1420–1433. Studium o polityce dynastycznej Władysława Jagiełły i Witolda Kiejstutowicza, Poznań: Instytut Historii Uniwersytetu im. Adama Mickiewicza 2004 (wydanie 2: Oświęcim: NapoleonV 2014).
- Historia – średniowiecze.Podręcznik dla liceum ogólnokształcącego, profilowanego i technikum (zakres podstawowy i rozszerzony), Warszawa: Wydawnictwo Juka-91 2004 /popularnonaukowe/.
- (współautor: z R. Kulesza)Starożytność. Średniowiecze. Podręcznik dla liceum ogólnokształcącego, profilowanego i technikum (zakres podstawowy i rozszerzony), Warszawa: Wydawnictwo Juka-91 2005. /popularnonaukowe/
- Jadwiga król Polski, Wrocław: Ossolineum 2009.
- (redakcja) Vademecum historyka mediewisty, Warszawa: Wydawnictwo Naukowe PWN 2012.
- Witold wielki książę litewski (1354 lub 1355 – 27 października 1430), Kraków: Avalon 2013.

### Artykuły
- Spory o koronację wielkiego księcia Litwy Witolda w latach 1429–1430. Część I. „Burza koronacyjna” w relacji Jana Długosza, „Lituano-slavica posnaniensia. Studia historica” 6 (1995).
- Spory o koronację wielkiego księcia Litwy Witolda w latach 1429–1430. Część II: Próba rekonstrukcji wydarzeń., „Lituano-slavica posnaniensia. Studia historica” 7 (1997).
- Długosz i Kallimach o koronie węgierskiej Władysława III, [w:] „Balcanica Posnaniensia” t. 7 (1997).
- Zbigniew Oleśnicki wobec unii polsko-litewskiej do śmierci Jagiełły, „Nasza Przeszłość” 91 (1999).
- Zbigniew Oleśnicki wobec unii polsko-litewskiej w latach 1434–1453, „Nasza Przeszłość” 92 (1999).
- Data urodzenia Władysława Jagiełły. Uwagi o starszeństwie synów Olgierda i Julianny, „Genealogia: Studia i Materiały Historyczne” 12 (2000).
- Stosunki Świdrygiełły z Zakonem Krzyżackim w latach 1430–1432, „Białoruskie Zeszyty Historyczne” 14 (2000).
- Narymunt Giedyminowic i jego uposażenie, [w:] Scriptura custos memoriae. Prace historyczne, red. Danuta Zydorek, Poznań 2001.
- Uposażenie młodszych Olgierdowiców. Przyczynek do biografii Skirgiełły, „Białoruskie Zeszyty Historyczne” 15 (2001).
- Przyczyny zamordowania Zygmunta Kiejstutowicza, „Białoruskie Zeszyty Historyczne” 17 (2002).
- Jedynowładztwo czy diarchia? Przyczynek do dziejów ustroju Wielkiego Księstwa Litewskiego do końca XV w., „Zapiski Historyczne” 68 (2003).
- Zegnanie Jawnuty ze stolca wielkoksiążęcego w 1345 r., [w:] Zamach stanu w dawnych społecznościach, red. Arkadiusz Sołtysiak, Warszawa 2004.
- Ponownie o dacie urodzenia Jagiełły, „Genealogia. Studia i Materiały Historyczne” 16 (2004).
- Kontrowersje wokół przygotowań do koronacji Przemysła II, „Kwartalnik Historyczny” 112 (2005).
- Charakter rządów Skirgiełły i Witolda na Litwie w latach 1392–1394, „Lituano-Slavica Posnaniensia. Studia Historica” 11 (2005).
- (recenzja) Staré letopisy ceské (texty nejstarší vrstvy), Prameny dìjin èeských, Nová rada, II. díl, Fontes rerum Bohemicarum, vydali, Alena M. Èerná, Petr È o r n e j, Markéta K l o s o v á, Nakladatelství FILOSOFIA, Praha 2003, [w:] Studia Źródłoznawcze, tom 43, 2005.
- ...caput meum carnifici non subducam – O domniemanym zamachu na Oleśnickiego w 1432 r., [w:] Zbigniew Oleśnicki. Książę Kościoła i mąż stanu, praca zbiorowa pod red. Feliksa Kiryka i Z. Nogi, Kraków 2006.
- (recenzja) Agnieszka Nalewajek, Dokument w Rocznikach Jana Długosza, Towarzystwo Naukowe Katolickiego Uniwersytetu Lubelskiego Jana Pawła II, Prace Wydziału Historyczno-Filologicznego 124, Lublin 2006, s. 251, tabele, aneksy, „Studia Źródłoznawcze” 45 (2007).
- Wiarygodność „Latopisu Wielkich Książąt Litewskich”, [w:] XXVIII Seminarium Mediewistyczne im. Alicji Karłowskiej-Kamzowej, Poznań 2007.
- Jeszcze raz o przygotowaniach do koronacji Przemysła II, „Kwartalnik Historyczny” 114 (2007).
- Súdný den – čas pomsty – nový vĕk. Husycki taborytyzm między chiliazmem a rewolucją, [w:] „Acta Universitatis Wratislawiensia”.
- Dla dobra państwa i dynastii. Królowa Zofia Holszańska i biskup krakowski Zbigniew Oleśnicki , [w:] Ecclesia Regnum Fontes, praca zbiorowa pod red. Sławomira Gawlasa i Piotra Węcowskiego, Warszawa 2014.
- Pobożność Giedyminowiczów (XIV-XV wiek). ,[w] Jagiellonowie i ich świat. Polityka kościelna i praktyki religijne Jagiellonów, praca zbiorowa pod red. Jerzego Sperki, Piotra Węcowskiego, Bożeny Czwojdrak, Kraków 2020.
- Metody legitymizacji władzy w Polsce przez Wacława II i Władysława Łokietka., [w:] Władztwo Władysława Łokietka. 700-lecie koronacji królewskiej, praca zbiorowa pod red. Wojciecha Fałkowskiego i Przemysława Tyszki, Warszawa 2022.
- Bez prawa, bez miłosierdzia. Kazimierz Jagiellończyk kontra Michał Zygmuntowicz., [w] Jagiellonowie i ich świat. Konflikty Jagiellonów, praca zbiorowa pod red. Jerzego Sperki, Piotra Węcowskiego, Bożeny Czwojdrak, Kraków 2023.
- "Bogactwo" monarchii Jagiellonów oczami dyplomaty-pochlebcy. Świadectwo Kallimacha., [w] Jagiellonowie i ich świat. Bogactwo i ubóstwo Jagiellonów, praca zbiorowa pod red. Jerzego Sperki, Piotra Węcowskiego, Bożeny Czwojdrak, Kraków 2025.